# Яніна Свєнтославська-Жолкевська
Яніна Свєнтославська-Жолкевська (* 25 травня 1910, Київ — 22 жовтня 2003, Варшава) — польський фізик і хімік. Попередник використання математичних методів в аналітичній хімії, засновник наукової школи в галузі спектроскопії.

## Біографія
проф. Яніна Свєнтославська-Жолкевська народилася 25 травня 1910 року в Києві. Зростала в атмосфері поваги до творчої праці. Вона спостерігала участь свого батька, проф. Войцех Свєнтославський, видатного фізико-хіміка, у наукових дослідженнях. Ставлення матері Марії Свєнтославської, уродженої Ольшевської, зробило її чутливою до проблеми бідності.
У 1918 році, після відновлення Польщею незалежності, вона з батьками приїхала до Варшави, де розпочала навчання у 8-класній загальноосвітній гуманітарній школі імені Анни Якубовської. У 1928–1934 роках вивчала фізику у Варшавському університеті, а потім закінчила однорічну педагогічну аспірантуру. Після закінчення навчання почала наукову роботу на кафедрі теоретичної фізики Варшавського університету під керівництвом проф. Чеслава Бялобжеського, працюючи вчителем фізики в Gimnazjum and Liceum im. J. Słowackiego у Варшаві.
Під час окупації брала активну участь у таємній викладацькій діяльності у Варшаві, а з 1944 р. у Пущі Маріанській. Брала участь у таємних семінарах кафедри експериментальної фізики Варшавського університету під керівництвом проф. Стефана Пєньковського, організованого з ініціативи Анни Піотровської, де вона виступила з кількома великими науковими доповідями, присвяченими методичним питанням розділення чистих ізотопів, а також теоретичним та експериментальним дослідженням феромагнітних тіл. Вона також брала участь у наукових зустрічах, організованих проф. Чеславом Бялобжеським.
Відразу після війни професорка й далі працювала в гімназії імені Юліуша Словацького, а в 1947 році почала працювати в Інституті хімічної промисловості. Постійно вивчала важкодоступну на той час світову наукову літературу, знала сучасні наукові тенденції та добре зналася на сучасному науковому обладнанні. З ініціативи тодішнього директора Інституту хімічної промисловості проф. Маріан Свідерка в 1947 році організував сучасно обладнану кафедру технічної фізики [3], завданням якої було впровадження та популяризація сучасних інструментальних методів в аналітичній хімії та підготовка аналітиків з інститутів і промислових підприємств. У національному масштабі ці заходи були інноваційними, особливо з точки зору адаптації цих методів до потреб галузі. У 1955 р. отримала вчене звання доцента, а в 1967 р. — доцента Інституту загальної хімії.
Професор Яніна Свєнтославська-Жолкевська очолювала кафедру технічної фізики до 1973 р., коли вона передала керівництво доц. Проте д-р Кристина Горчинська продовжувала займатися своїми дидактичними пристрастями, організовуючи численні спеціалізовані курси, розробляючи монографії та сценарії, редактором і співавтором яких вона була, і надихнула багато докторських дисертацій [4]. Працювала до 1976 року, коли у 66 років вийшла на пенсію, не перериваючи зв’язку з кафедрою. Яніна Свєнтославська-Жолкевська спочиває на цвинтарі Повонзки (діл. 334-2-18)

## Науковий доробок
Коло наукових зацікавлень — фізичні методи Спектральний аналіз, Атомно-емісійна спектрометрія та Атомно-абсорбційна спектрометрія, UV-VIS спектрофотометрія та ІЧ спектрофотометрія, Раманівська спектрометрія та Мас-спектрометрія. У очолюваному нею колективі створювалися роботи, що поєднували ґрунтовні фізико-хімічні знання з практичним застосуванням аналітичних методів у промислових процесах і багатьох сферах економіки. Особливо варто відзначити роботи, проведені в 1950-х і 1960-х роках щодо точності аналітичних методів і таких питань, як застосування математики в аналітичній хімії та розробка Модифікованого стандартного методу додавання. Ці роботи базувалися на вимірюваннях Спектрофотометрії, але вони мають ширше аналітичне значення. Немає сумніву, що на той час ці роботи із застосування математичних методів в аналітичній хімії привнесли значний елемент наукової новизни і можуть розглядатися в ретроспективі як попередники робіт хемометрики. Діяльність проф. Яніни Свєнтославської-Жолкевської призвела до створення наукової школи в галузі прикладної спектроскопії, яка протягом багатьох років була визнана провідним центром у цій галузі в Польщі, а також визнана за кордоном. На основі досконалого знання математичних теорій і методів були розроблені аналітичні методи, які потім впроваджувалися в промислових лабораторіях.

## Відзнаки та нагороди
На знак визнання заслуг проф. Яніна Свєнтославська-Жолкевська відзначена численними державними та відомчими нагородами, зокрема :
- Срібний хрест заслуги (1952)
- Золотий хрест заслуги (1955)
- Лицарський хрест Ордена Polonia Restituta (1964)
- Командорський хрест ордена Polonia Restituta (1974)
- Медаль Комісії національної освіти (1976)
- Золотий Знак Пошани «За заслуги перед Варшавою» (1981)
- Медаль Віктора Кемули (1998)